# Secondo teorema dell'angolo esterno

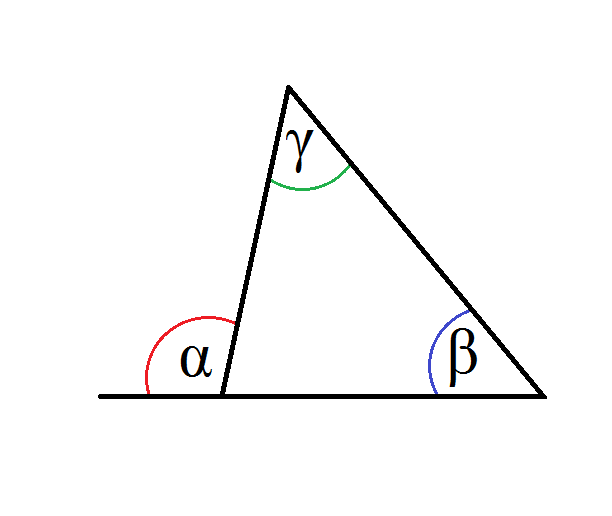

Il secondo teorema dell'angolo esterno spiega con una semplice dimostrazione che in un triangolo qualsiasi, l'angolo esterno corrispondente ad uno degli angoli interni è congruente alla somma degli altri due angoli interni. In formula, α=β+γ.

## Dimostrazione

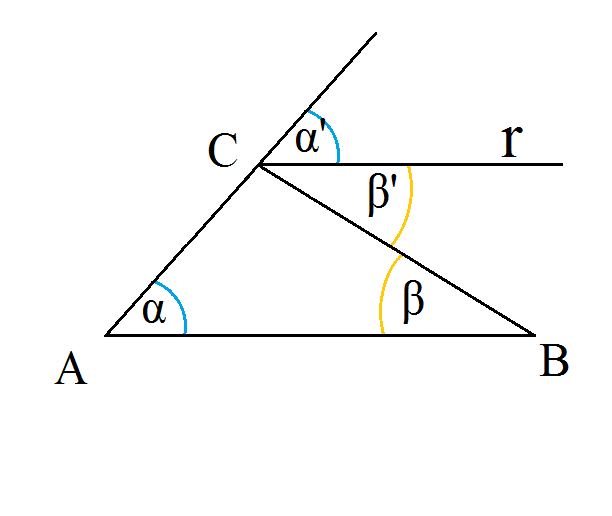

Sia dato un triangolo ABC. Prolunghiamo il lato AC di un segmento qualsiasi. Tracciamo la retta "r" parallela ad AB. Abbiamo:
- AC e BC trasversali alle due parallele;
- AB parallelo ad "r" per costruzione.

Perciò:
- α=α' perché angoli corrispondenti di due rette parallele tagliate da una trasversale;
- β=β' perché angoli alterni interni di due rette parallele tagliate da una trasversale.

Inoltre, sappiamo che la somma degli angoli interni di un triangolo è sempre di 180°, cioè un angolo piatto, che è anche congruente alla somma di un angolo interno con il suo corrispettivo angolo esterno.